# Garaeus lateritiaria
Garaeus lateritiaria là một loài bướm đêm trong họ Geometridae.